# Caerleon (pays de Galles)
Pour les articles homonymes, voir Caerleon.
Caerleon (Caerllion en gallois) est une commune suburbaine du sud du pays de Galles, dans le comté de Gwent, sur le fleuve Usk à la périphérie nord de Newport.

## Géographie

### Localisation
Caerleon est située au sud du pays de Galles, au nord-ouest de la ville de Newport dont elle constitue aujourd'hui un faubourg. La rivière Usk traverse la ville, avant d'aller se jeter dans l'estuaire de la Severn. Depuis Newport, on y accède en empruntant la B4596 après avoir traversé le pont sur l'Usk.

### Climat

#### Données météorologiques

##### Températures

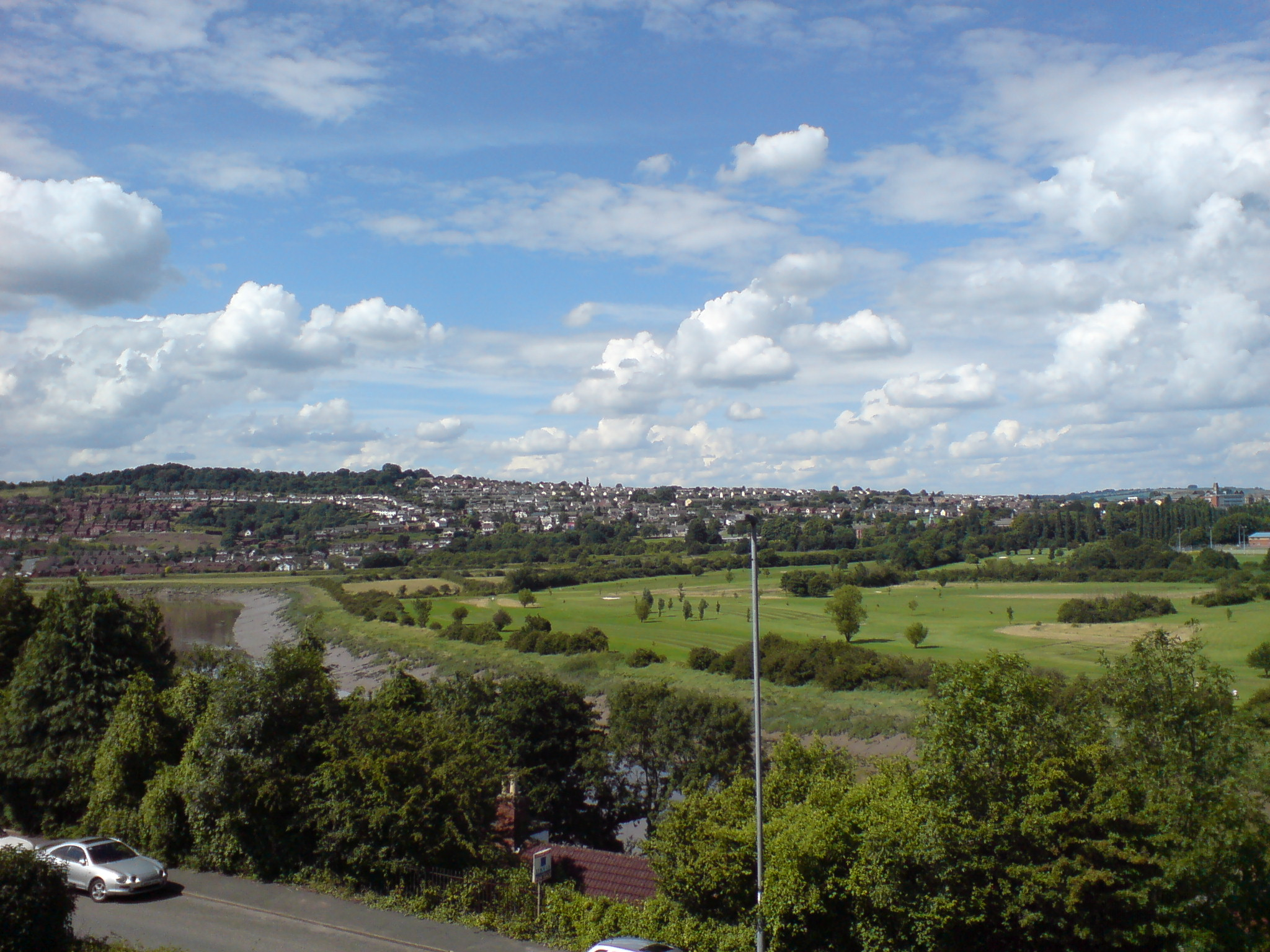
Caerleon un mois de juillet, température maximale et temps relativement sec.

| Mois                              | jan. | fév. | mars | avril | mai | juin | jui. | août | sep. | oct. | nov. | déc. |
| --------------------------------- | ---- | ---- | ---- | ----- | --- | ---- | ---- | ---- | ---- | ---- | ---- | ---- |
| Température minimale moyenne (°C) | 5    | 5    | 6    | 7     | 9   | 12   | 14   | 14   | 12   | 10   | 7    | 5    |
| Température maximale moyenne (°C) | 8    | 10   | 11   | 14    | 17  | 20   | 22   | 22   | 19   | 16   | 12   | 9    |

##### Précipitations
La période la plus sèche dure trois mois, entre mai et juillet. Les mois les plus humides sont compris entre octobre et janvier.
| Mois                | jan. | fév. | mars | avril | mai  | juin | jui. | août | sep. | oct.  | nov. | déc.  |
| ------------------- | ---- | ---- | ---- | ----- | ---- | ---- | ---- | ---- | ---- | ----- | ---- | ----- |
| Précipitations (mm) | 97,2 |      | 70,7 | 61,2  | 53,5 | 55,6 | 52,7 | 80,3 | 81,3 | 120,2 | 90,2 | 113,1 |

## Histoire

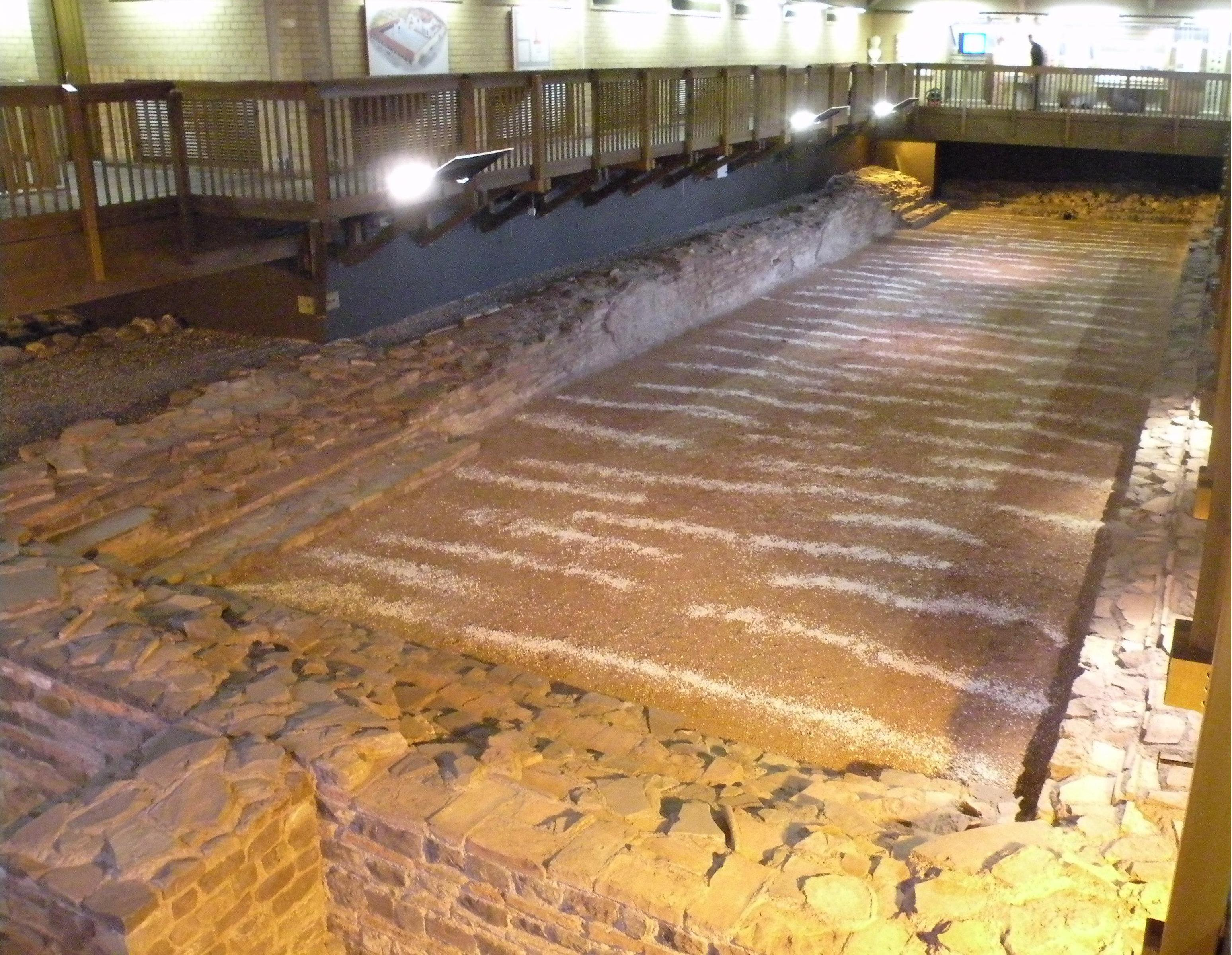
Les bains romains de Caerleon.

Le nom Caerleon est dérivé du gallois caer legionis, « forteresse ou ville de la légion ». Son nom romain était Isca Silurum. Elle est fondée vers 75 dans le but de maintenir l'ordre au sein des tribus galloises. À ce titre, elle abrite les quartiers généraux de la Legio II Augusta comprenant 5 000 hommes. La ville est le théâtre des premiers martyres chrétiens en Grande-Bretagne avec Jules et Aaron vers 250.
Les restes archéologiques de Caerleon témoignent de la richesse antique de la ville : un castrum, d'un amphithéâtre militaire appelé dans le pays Table Ronde ou table d'Arthur (il pouvait accueillir près de 6 000 personnes), des bains, des casernes et des temples de Mithra, Diane et Jupiter Dolichenus.

Plaque commémoratif aux enfants réfugiés basques de la Guerre civile espagnole.

Caerleon s’appelle sous le roi Arthur Carduel.
Le Domesday Book, écrit au XIe siècle, cite nommément le château de Caerleon et indique que celui-ci est alors construit en bois mais dont le matériau est progressivement remplacé par la pierre. Il est l'œuvre des Normands. Les Gallois le détruisent en 1231.
En 1937, durant la Guerre civile espagnole, trente enfants réfugiés basques furent abrités à Cambria House en Caerleon, avant d'émigrer à Pendragon House en 1939 dans les derniers mois de la guerre. Aujourd'hui, une plaque commémorative sur celui-ci rappelle l'événement.

## La légende arthurienne
Geoffroy de Monmouth (vers 1100-1155) attribue la création de la ville au roi Belin, et il y situe la cour du roi Arthur dans son Historia regum Britanniae ; quelques décennies plus tard, Chrétien de Troyes préférera, dans son Lancelot ou le Chevalier de la charrette (entre 1176 et 1181), placer la cour arthurienne à Camelot, encore qu'il mentionne lui aussi Caerleon.
C’est à Caerleon, dit-on, qu'Arthur institua l'ordre de chevalerie de la Table-Ronde.

## Population et société

### Sports
En 2010, Caerleon et Newport ont accueilli la Ryder Cup, une compétition de golf organisée sur le Celtic Manor Resort, entre les deux villes. Pour l'occasion, les infrastructures locales ont été améliorées, comme le pont sur l'Usk qui a bénéficié de travaux d'un montant de 2 millions de livres.
Caerleon est équipée en infrastructures sportives et possède un terrain de golf, un club de football et deux clubs de rugby. Le Caerleon Association Football Club, fondé en 1893, est le club de football de Caerleon et évolue aujourd'hui en deuxième division galloise.

### Personnalités liées à Caerleon
- Gary Hocking, né à Caerleon en 1937, est un pilote de vitesse moto qui remporte les championnats du monde 350 et 500 cm3 en 1961. À la fin de l'année 1962, il se tue durant une séance d'essai du Grand Prix d'Afrique du Sud 1962 sur le circuit d'East London, à l'âge de 25 ans.
- Arthur Machen, né en Caerleon en 1863, est un écrivain dont les romans ont souvent pour objet les fées et les lutins. Il est décédé à Beaconsfield en 1947.

## Culture et patrimoine

### Manifestations culturelles

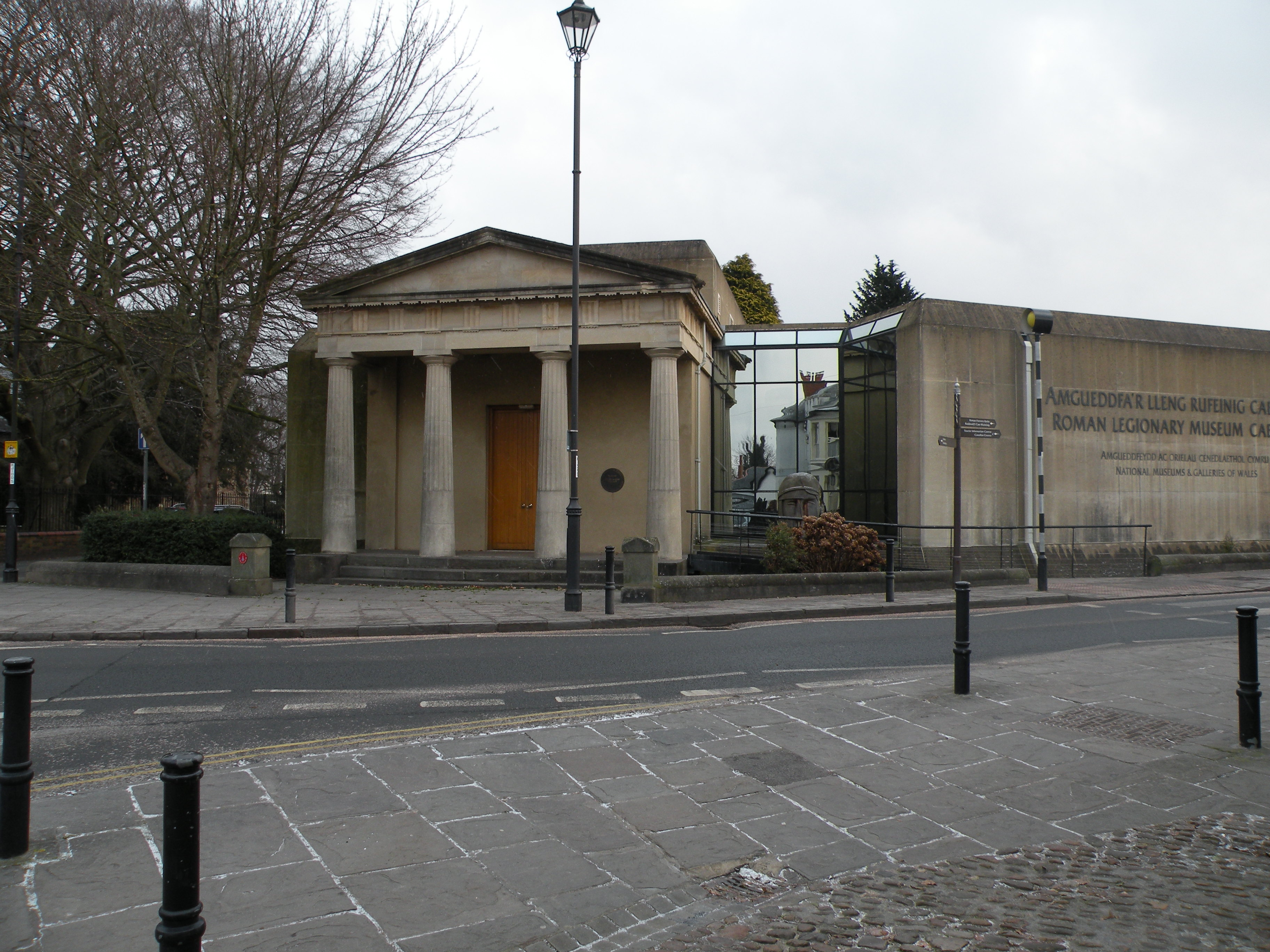
Musée.

- Chaque mois de juillet, Caerleon accueille un festival d'arts qui inclut des sculpteurs d'arbres, ainsi que des démonstrations dans l'amphithéâtre avec des armures militaires romaines, des combats des techniques à pied et à cheval et des machines telles que la baliste.

### Sites touristiques
Le musée légionnaire romain de Caerleon possède une collection des vestiges trouvés sur le site archéologique.